# Kodomo manga

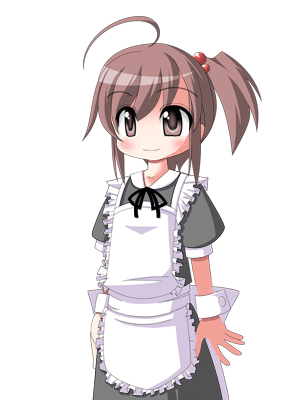
Một nhân vật trong Kodomo manga

Kodomo manga, tên đầy đủ là Kodomo muke manga (子供向け漫画 (Tử cung hướng Mạn họa)) và thuật ngữ nói về anime cùng thể loại kodomo muke anime (子供向けアニメ) là thể loại truyện tranh manga và hoạt hình anime Nhật Bản dành cho trẻ em dưới 10 tuổi, hay nói cách khác là dành cho người đọc nhỏ tuổi hơn lứa tuổi của shonen và shojo. Vì vậy, truyện tranh kodomo thường mang tính giáo dục rất cao, và mỗi chương thường độc lập với nhau và có độ dài không lớn, phù hợp với thị hiếu của trẻ em.

## Một số truyện tranh Kodomo tiêu biểu
- Doraemon - về một chú mèo máy đến từ tương lai cùng với những bảo bối thần kỳ với nhiệm vụ giúp đỡ một cậu học trò hậu đậu.
- Soreike! Anpanman - về một siêu anh hùng có cái đầu làm bằng bánh anpan và những người bạn làm từ thức ăn của anh ta.
- Cuốn từ điển kì bí - cũng như Doraemon, truyện kể về cậu bé Kiteretsu là nhà phát minh và robot Korosuke.
- Animal Yokochō - về một cô bé khám phá ra một cánh cổng đến một thế giới khác và 3 sinh vật giống như loài thú ở thế giới đó thường xuyên đến thăm cô.
- Doubutsu no Mori Hohinda Mura da Yori - Truyện này dựa trên xêri Animal Crossing.
- Kocchi Muite! Miiko - Kể về cuộc sống thường ngày của cô bé Yamada Miiko